# Mount Chase
Mount Chase es un pueblo ubicado en el condado de Penobscot en el estado estadounidense de Maine. En el Censo de 2010 tenía una población de 201 habitantes y una densidad poblacional de 2,06 personas por km².

## Geografía
Mount Chase se encuentra ubicado en las coordenadas 46°4′24″N 68°29′35″O / 46.07333, -68.49306. Según la Oficina del Censo de los Estados Unidos, Mount Chase tiene una superficie total de 97.7 km², de la cual 94.91 km² corresponden a tierra firme y (2.85%) 2.79 km² es agua.

## Demografía
Según el censo de 2010, había 201 personas residiendo en Mount Chase. La densidad de población era de 2,06 hab./km². De los 201 habitantes, Mount Chase estaba compuesto por el 96.02% blancos, el 0.5% eran afroamericanos, el 0% eran amerindios, el 2.99% eran asiáticos, el 0% eran isleños del Pacífico, el 0% eran de otras razas y el 0.5% pertenecían a dos o más razas. Del total de la población el 0.5% eran hispanos o latinos de cualquier raza.